# Adolf Konto
Adolf Konto (Helsinki, 30 marzo 1911 – Helsinki, 20 novembre 1965) è stato un velista finlandese, vincitore della medaglia di bronzo ai Giochi olimpici di Helsinki 1952 nella classe 6 metri insieme a Ernst Westerlund, Paul Sjöberg, Ragnar Jansson e Rolf Turkka.
Aveva partecipato anche ai precedenti Giochi di Londra 1948, nella stessa classe, classificandosi nono.

## Palmarès
- Giochi olimpici

Helsinki 1952: bronzo nei 6 metri.